# Wiek pozłacany
Wiek pozłacany (ang. Gilded Age) – określenie epoki w historii Stanów Zjednoczonych, trwającej od zakończenia wojny secesyjnej do rozpoczęcia wojny amerykańsko-hiszpańskiej w roku 1898.
Okres Gilded Age to czas największego nasilenia napływu imigrantów do Ameryki oraz gwałtownego rozwoju przemysłu. Z drugiej strony ten okres wiązał się z licznymi skandalami korupcyjnymi i upadkiem autorytetu elit społecznych i rządowych.